# 松本亮 (ボクサー)
松本 亮（まつもと りょう、1994年1月11日 - ）は、日本の元プロボクサー。神奈川県川崎市川崎区出身。大橋ボクシングジム所属。第34代OPBF東洋太平洋スーパーフライ級王者。マネジメントは株式会社セカンドキャリア。

## 来歴
小学3年の時、辰吉丈一郎VSウィラポン・ナコンルアンプロモーション戦をテレビで観てプロボクサーに憧れるようになり、元プロボクサーの父・鉄男を説得して地元のボクシングジムに通う。小学6年でさらなるレベルアップを目指し、大橋秀行が会長を務める大橋ジムに移籍。中学3年の時に第1回全国U-15ジュニアボクシング大会で優勝。
高校は横浜高校に進学。2年次に選抜・インターハイ・国体で優勝、3年次にインターハイを連覇して高校四冠を達成。
高校在学中の2011年10月25日、プロ転向を表明。11月15日にB級プロテストを受験して合格。
2011年12月31日、横浜文化体育館でのペッジョムトーン・ソー・タナピンヨー戦でプロデビュー。1回1分34秒KO勝ちを収めデビュー戦を勝利で飾った。
2013年2月26日、後楽園ホールでインドネシアフライ級7位のジョン・バジャワと53.0kg契約で対戦し、初回KO勝利。
2013年6月24日、プロ8戦目で日本スーパーフライ級11位の宮森卓也（エイティーン古河）と対戦し、連続KOは途切れたものの判定勝ちを収めた。試合後の同月26日に発表された日本ランキングで日本スーパーフライ級11位にランクインした。7月5日、東日本ボクシング協会の2013年6月度月間新鋭賞に選出された。
2014年4月6日、大田区総合体育館で久高寛之（仲里）とバンタム級8回戦で対戦し、3-0の判定勝ちを収めた。
2014年9月5日、国立代々木競技場第二体育館で、元世界2階級制覇王者でWBA世界スーパーフライ級6位のデンカオセーン・カオウィチットと53.5kg契約8回戦で対戦し、2回32秒KO勝ちを収めた。
2014年12月30日、東京都体育館でOPBF東洋太平洋スーパーフライ級5位のルサリ・サモールとOPBF東洋太平洋同級王座決定戦を行い、12回43秒TKO勝ちを収め王座を獲得した。
2015年3月23日、バンタム級に転向する為にOPBF東洋太平洋スーパーフライ級王座を返上した。
2016年5月8日、有明コロシアムでビクトル・ウリエル・ロペスと54.4kg契約8回戦で対戦し、プロ初黒星となる5回1分4秒TKO負けを喫した。
2016年12月30日、有明コロシアムでビクトル・ウリエル・ロペスと54.5kg契約8回戦で再戦し、6回2分45秒TKO勝ちを収め前戦の借りを返した。
2017年1月10日、WBOは松本をWBO世界スーパーバンタム級15位にランクインした。
2017年3月27日、後楽園ホールで行われた第59回フェニックスバトルで日本バンタム級11位の坂本英生（フジタ）と56.0kg契約10回戦で対戦し、初回1分57秒TKO勝ちを収めた。
2017年12月31日、WBAは松本をWBA世界スーパーバンタム級11位にランクインした。
2018年2月28日、後楽園ホールでWBA世界スーパーバンタム級王者のダニエル・ローマンに挑戦し、12回0-3（110-118、109-119×2）の判定負けを喫し王座獲得に失敗した。
2018年9月11日、後楽園ホールで行われた第65回フェニックスバトルで日本フェザー級8位の佐川遼と対戦し、3回1分30秒TKO負けを喫した。
2019年4月8日、後楽園ホールで行われた第67回フェニックスバトルでインドネシアフェザー級3位のカルオス・オビスルと対戦し、2回1分18秒TKO勝ちを収め、連敗から脱出した。
2020年8月24日、後楽園ホールで行われた第72回フェニックスバトルで日本スーパーバンタム級17位の水野拓哉とフェザー級契約で対戦し、8回3-0（76-75×2、77-74）で判定勝ちを収めた。

## エピソード
- ボクシングを始めた頃に芸能事務所から誘いもあり、小学5年のときにテレビ番組で明石家さんまと共演したこともある[1]。
- アマチュア時代の異名は「軽量級の村田諒太」だった[33]。
- 試合では「江南スタイル」のダンスで美女とともに入場する[34]。
- ボクシングと並行して2012年2月9日発売のファッション誌「HR」で「RYO」の名でモデルデビューした[1]。

## 戦績
- アマチュアボクシング：56戦53勝（39KO・RSC）3敗
- プロボクシング：27戦24勝（21KO）3敗

| 戦           | 日付           | 勝敗 | 時間     | 内容     | 対戦相手                             | 国籍            | 備考                                     |
| ------------ | -------------- | ---- | -------- | -------- | ------------------------------------ | --------------- | ---------------------------------------- |
| 1            | 2011年12月31日 | ☆    | 1R 1:34  | KO       | ペッジョムトーン・ソー・タナピンヨー | タイ            | プロデビュー戦                           |
| 2            | 2012年4月1日   | ☆    | 1R 2:01  | KO       | ニチャオ・ルークマカムワン           | タイ            |                                          |
| 3            | 2012年5月5日   | ☆    | 2R 2:00  | TKO      | スースー・シッジャーデーン           | タイ            |                                          |
| 4            | 2012年10月2日  | ☆    | 2R 2:53  | TKO      | 金子達也                             | 日本 （横浜光） |                                          |
| 5            | 2013年1月5日   | ☆    | 1R 2:29  | KO       | ジョムラーチャン・トー・ラグー       | タイ            |                                          |
| 6            | 2013年2月26日  | ☆    | 1R 2:03  | TKO      | ジョン・パジャワ                     | インドネシア    |                                          |
| 7            | 2013年4月16日  | ☆    | 5R 2:53  | TKO      | 古藤功徳                             | 日本 （折尾）   |                                          |
| 8            | 2013年6月24日  | ☆    | 8R       | 判定 3-0 | 宮森卓也                             | 日本 （18古河） |                                          |
| 9            | 2013年10月21日 | ☆    | 2R 2:46  | KO       | アレガ・ユニアン                     | インドネシア    |                                          |
| 10           | 2014年4月6日   | ☆    | 8R       | 判定 3-0 | 久高寛之                             | 日本 （仲里）   |                                          |
| 11           | 2014年6月23日  | ☆    | 1R 1:30  | KO       | ズン・リンダム                       | インドネシア    |                                          |
| 12           | 2014年9月5日   | ☆    | 2R 0:32  | KO       | デンカオセーン・カオウィチット       | タイ            |                                          |
| 13           | 2014年12月30日 | ☆    | 12R 0:43 | TKO      | ルサリ・サモール                     | タイ            | OPBF東洋太平洋スーパーフライ級王座決定戦 |
| 14           | 2015年3月5日   | ☆    | 2R 0:33  | KO       | タヌトン・チョーカンワル             | タイ            |                                          |
| 15           | 2015年8月20日  | ☆    | 5R 1:24  | KO       | ルイス・メイ                         | メキシコ        |                                          |
| 16           | 2015年10月22日 | ☆    | 5R 0:35  | KO       | タウィー・トダンマ                   | タイ            |                                          |
| 17           | 2015年12月29日 | ☆    | 2R 1:49  | TKO      | ジャストニ・アウティダ               | フィリピン      |                                          |
| 18           | 2016年5月8日   | ★    | 5R 1:04  | TKO      | ビクトル・ウリエル・ロペス           | メキシコ        |                                          |
| 19           | 2016年12月30日 | ☆    | 6R 2:45  | TKO      | ビクトル・ウリエル・ロペス           | メキシコ        |                                          |
| 20           | 2017年3月27日  | ☆    | 1R 1:57  | TKO      | 坂本英生                             | 日本 （フジタ） |                                          |
| 21           | 2017年5月21日  | ☆    | 2R 1:35  | TKO      | ヘンドリック・バロンサイ             | インドネシア    |                                          |
| 22           | 2017年8月30日  | ☆    | 5R 1:36  | TKO      | ジェイソン・ブターブター             | インドネシア    |                                          |
| 23           | 2018年2月28日  | ★    | 12R      | 判定0-3  | ダニエル・ローマン                   | アメリカ合衆国  | WBA世界スーパーバンタム級タイトルマッチ  |
| 24           | 2018年9月11日  | ★    | 3R 1:30  | TKO      | 佐川遼                               | 日本 （三迫）   |                                          |
| 25           | 2019年4月8日   | ☆    | 2R 1:18  | TKO      | カルオス・オビスル                   | インドネシア    |                                          |
| 26           | 2019年12月2日  | ☆    | 4R 1:24  | TKO      | 伊藤仁也                             | 日本 （三河）   |                                          |
| 27           | 2020年8月24日  | ☆    | 8R       | 判定3-0  | 水野拓哉                             | 日本 （松田）   |                                          |
| テンプレート |                |      |          |          |                                      |                 |                                          |

## 獲得タイトル
- 第34代OPBF東洋太平洋スーパーフライ級王座（防衛0=返上）

## テレビ出演
- 「潜入探偵トカゲ」第7話（TBS）[35]。